# Équipe de Mauritanie de football à la Coupe d'Afrique des nations 2021
L’équipe de Mauritanie de football participe à la Coupe d'Afrique des nations 2021 organisée au Cameroun du 9 janvier au 6 février 2022. Il s'agit de la deuxième participation des Mourabitounes, emmenés par Didier Gomes Da Rosa. Ils sont éliminés au premier tour avec trois défaites, face à la Gambie (0-1), la Tunisie (0-4) et le Mali (0-2).

## Qualifications
La Mauritanie est placée dans le groupe E des qualifications qui se déroulent de novembre 2019 à mars 2021. Ces éliminatoires sont perturbés par l'épidémie de covid-19. Les Mourabitounes se qualifient à la dernière journée.
| Rang | Équipe       | Pts | J | G | N | P | Bp | Bc | Diff |  | Résultats (▼ dom., ► ext.) |     |     |     |     |
| ---- | ------------ | --- | - | - | - | - | -- | -- | ---- |  | -------------------------- | --- | --- | --- | --- |
| 1    | Maroc        | 14  | 6 | 4 | 2 | 0 | 10 | 1  | +9   |  | Maroc                      |     | 0-0 | 1-0 | 4-1 |
| 2    | Mauritanie   | 9   | 6 | 2 | 3 | 1 | 5  | 4  | +1   |  | Mauritanie                 | 0-0 |     | 1-1 | 2-0 |
| 3    | Burundi      | 5   | 6 | 1 | 2 | 3 | 6  | 10 | -4   |  | Burundi                    | 0-3 | 3-1 |     | 2-2 |
| 4    | Centrafrique | 4   | 6 | 1 | 1 | 4 | 5  | 11 | -6   |  | Centrafrique               | 0-2 | 0-1 | 2-0 |     |

| 1re journée                  | Maroc | 0 - 0 | Mauritanie |                                         |                                         |
| 15 novembre 2019 20h00 UTC+1 |       | (0-0) |            | Complexe sportif Moulay-Abdallah, Rabat | Complexe sportif Moulay-Abdallah, Rabat |

| 2e journée                 | Mauritanie                     | 2 - 0   | Centrafrique |                                                                |                                                                |
| 19 novembre 2019 16h00 UTC | El Hacen 27e · Guidileye 90+1e | (1 - 0) |              | Stade Cheikha Ould Boïdiya, Nouakchott Arbitrage : Sadok Selmi | Stade Cheikha Ould Boïdiya, Nouakchott Arbitrage : Sadok Selmi |

| 3e journée       | Mauritanie | 1 - 1   | Burundi      |                                        |                                        |
| 11 novembre 2020 | B. Ndiaye  | (1 - 0) | Ntibazonkiza | Stade Cheikha Ould Boïdiya, Nouakchott | Stade Cheikha Ould Boïdiya, Nouakchott |

| 4e journée       | Burundi                                | 3 - 1   | Mauritanie |                          |                          |
| 15 novembre 2020 | Ntibazonkiza 6e 55e · Ndayishimiye 46e | (1 - 1) | 27e Niass  | Stade Intwari, Bujumbura | Stade Intwari, Bujumbura |

| 5e journée   | Mauritanie | 0 - 0   | Maroc |                                                                    |                                                                    |
| 22 mars 2021 |            | (0 - 0) |       | Stade olympique de Nouakchott, Nouakchott Arbitrage : Joshua Bondo | Stade olympique de Nouakchott, Nouakchott Arbitrage : Joshua Bondo |

| 6e journée   | Centrafrique | 0 - 1   | Mauritanie   |                                             |                                             |
| 29 mars 2021 |              | (0 - 1) | 45+4e Kamara | Complexe sportif Barthélemy Boganda, Bangui | Complexe sportif Barthélemy Boganda, Bangui |

### Statistiques

#### Buteurs
La Mauritanie a inscrit cinq buts durant ces éliminatoires, marqués par cinq joueurs différents.
| Buts | Joueurs                                                                                 |
| ---- | --------------------------------------------------------------------------------------- |
| 1    | Moctar Sidi El Hacen, Diallo Guidileye, Bakary N'Diaye, Mamadou Niass, Aboubakar Kamara |

## Préparation
Didier Gomes Da Rosa est nommé sélectionneur à la mi-novembre 2021, en remplacement de Corentin Martins. Ce remplacement fait suite aux mauvais résultats des Mourabitounes dans les éliminatoires à la coupe du monde 2022 (derniers du groupe B).
La Mauritanie participe à la coupe arabe en novembre et décembre 2021. Elle finit dernière de son groupe avec deux défaites face à la Tunisie (1-5) et aux Émirats arabes unis (0-1) et une victoire face à la Syrie (2-1).
Les 30 joueurs pré-sélectionnés participent à un stage de préparation aux Émirats arabes unis. Ils y disputent des matchs amicaux : face au Burkina Faso le 30 décembre (0-0) et au Gabon le 4 janvier (1-1). Un autre match était prévu face à l'Ouganda mais la fédération ougandaise a finalement préféré programmer des matchs face à des sélections européennes.
| Match amical     | Mauritanie | 0 - 0   | Burkina Faso |                            |                            |
| 30 décembre 2021 |            | (0 - 0) |              | Stade Al-Nahyan, Abou Dabi | Stade Al-Nahyan, Abou Dabi |

| Match amical   | Mauritanie | 1 - 1   | Gabon          |                         |                         |
| 4 janvier 2022 | Ba 78e     | (0 - 1) | 27e Aubameyang | Stade Al-Maktoum, Dubaï | Stade Al-Maktoum, Dubaï |

## Compétition

### Tirage au sort
Le tirage au sort de la CAN 2021 est effectué le 17 août 2021 à Yaoundé. La Mauritanie, 103e nation au classement FIFA, est placée dans le chapeau 3. Le tirage place les Mourabitounes dans le groupe F, avec la Tunisie (chapeau 1, 30e au classement Fifa), le Mali, (chapeau 2, 53e) et la Gambie (chapeau 4, 150e).

### Effectif
Didier Gomes Da Rosa annonce une préliste de 30 joueurs le 23 décembre 2021. Le groupe final est réduit à 28 joueurs.

### Premier tour
La Mauritanie s'incline contre la Gambie (0-1) puis contre la Tunisie (0-4).Ces deux défaites éliminent les Mourabitounes qui ne peuvent plus obtenir la troisième place du groupe.
| Rang | Équipe     | Pts | J | G | N | P | Bp | Bc | Diff |  | Résultats (▼ dom., ► ext.) |  |     |     |     |
| ---- | ---------- | --- | - | - | - | - | -- | -- | ---- |  | -------------------------- |  | --- | --- | --- |
| 1    | Mali       | 7   | 3 | 2 | 1 | 0 | 4  | 1  | +3   |  | Mali                       |  | 1-1 | 1-0 | 2-0 |
| 2    | Gambie     | 7   | 3 | 2 | 1 | 0 | 3  | 1  | +2   |  | Gambie                     |  |     | 1-0 | 1-0 |
| 3    | Tunisie    | 3   | 3 | 1 | 0 | 2 | 4  | 2  | +2   |  | Tunisie                    |  |     |     | 4-0 |
| 4    | Mauritanie | 0   | 3 | 0 | 0 | 3 | 0  | 7  | -7   |  | Mauritanie                 |  |     |     |     |

     Équipe qualifiée ou victorieuse; Pts = points; J = joués; G = gagnés; N = nuls; P = perdus;
Bp = buts pour; Bc = buts contre; Diff = différence de buts
| Match 11                  | Mauritanie                 | 0 - 1   | Gambie                                      | Stade de Limbé, Limbé                                        |                                                              |
| 12 janvier 2022 17h00 WAT |                            | (0 - 1) | 10e A.Jallow                                | Arbitrage : Bernard Camille Arbitre vidéo : Mustapha Ghorbal | Arbitrage : Bernard Camille Arbitre vidéo : Mustapha Ghorbal |
| 12 janvier 2022 17h00 WAT | P. Ba 28e · A. N'Diaye 30e | Rapport | 56e Colley · 90+1e Darboe · 90+1e L. Jallow | Arbitrage : Bernard Camille Arbitre vidéo : Mustapha Ghorbal | Arbitrage : Bernard Camille Arbitre vidéo : Mustapha Ghorbal |

| Match 22                  | Tunisie                                    | 4 - 0   | Mauritanie | Stade de Limbé, Limbé                                               |                                                                     |
| 16 janvier 2022 17h00 WAT | Mathlouthi 4e · Khazri 8e 64e · Jaziri 66e | (2 - 0) |            | Arbitrage : Mahmoud El Banna Arbitre vidéo : Mahmoud Mohamed Ashour | Arbitrage : Mahmoud El Banna Arbitre vidéo : Mahmoud Mohamed Ashour |
| 16 janvier 2022 17h00 WAT | Khazri 15e · Ifa 37e · Ben Slimane 45+1e   | Rapport | 37e Kamara | Arbitrage : Mahmoud El Banna Arbitre vidéo : Mahmoud Mohamed Ashour | Arbitrage : Mahmoud El Banna Arbitre vidéo : Mahmoud Mohamed Ashour |

| Match 36                  | Mali                            | 2 - 0   | Mauritanie               | Stade de Japoma, Douala                                 |                                                         |
| 20 janvier 2022 20h00 WAT | M. Haïdara 2e · Koné 49e (pen.) | (1 - 0) |                          | Arbitrage : Bernard Camille Arbitre vidéo : Adil Zourak | Arbitrage : Bernard Camille Arbitre vidéo : Adil Zourak |
| 20 janvier 2022 20h00 WAT | Yves Bissouma 60e               | Rapport | 48e Abeid · 78e I. Thiam | Arbitrage : Bernard Camille Arbitre vidéo : Adil Zourak | Arbitrage : Bernard Camille Arbitre vidéo : Adil Zourak |